# Bernd Krajczy
Bernd Krajczy (* 30. Mai 1962) ist ein ehemaliger deutscher Fußballspieler.

## Karriere
Krajczy spielte beim FK Pirmasens, dann wechselte zur Saison 1982/83 zu Arminia Bielefeld in die Bundesliga. Sein Debüt gab er am 8. Spieltag gegen den VfB Stuttgart, als er von Trainer Horst Köppel in der 89. Spielminute eingewechselt wurde. In der Saison absolvierte er zwölf Spiele, davon keins über die vollen 90 Minuten, einmal stand er in der Startelf, es war das Rückspiel gegen den VfB Stuttgart. Zur neuen Spielzeit verließ er Bielefeld.
Krajczy spielte die beiden folgenden Jahre in der 2. Bundesliga. Ein Jahr für den SC Freiburg und eins für den SV Darmstadt 98.